# Cheslor Cuthbert
Cheslor Jesly Cuthbert (Corn Island, Costa Caribe Sur, 16 de noviembre de 1992) es un tercera base profesional, nacido en Nicaragua, jugó en la  organización de los Kansas City Royals de las Grandes Ligas de Béisbol (MLB) y actualmente participa en la lvbp con los Tigres de Aragua.

## Biografía
Nació en Corn Island de la Región Autónoma de la Costa Caribe Sur, el 16 de noviembre de 1992, donde es su madre. Su padre es del municipio de Laguna de Perlas. Cheslor es descendiente directo del último Rey Mosco de la Costa Caribe (King Robert Henry Clarence "Chief") (1872-1908) y sería considerado príncipe.

## Carrera
Los Kansas City Royals contrataron a Cuthbert como agente libre internacional en 2009, con una bonificación por fichaje de 1.35 millones de dólares. Hizo su debut profesional en 2010. Previo a la temporada 2012, la revista Baseball America situó a Cuthbert en la 84.ª posición en su clasificación de las mejores promesas del béisbol. Finalizada la temporada 2012,  jugó con la selección nacional de béisbol nicaragüense en el torneo de clasificación para el Clásico Mundial de Béisbol 2013.
Los Royals incorporaron a Cuthbert al equipo el 20 de noviembre de 2013. Cuthbert comenzó la temporada 2014 con los Northwest Arkansas Naturals de la categoría AA de la Liga de Texas. Cuando los Royals ascendieron al tercera base Hunter Dozier a los Naturals, Cuthbert pasó a jugar de primera base y segunda base. Comenzó la temporada 2015 con los Omaha Storm Chasers de la Pacific Coast League (categoría AAA), y representó a los Royals en el All-Star Futures Game de 2015.
Los Royals ascendieron a Cuthbert a las Grandes Ligas el 7 de julio de 2015, cuando Mike Moustakas entró en la lista de bajas por motivos familiares. Ese mismo día Cuthbert conseguiría su primer hit en las Grandes Ligas con un sencillo al jardín izquierdo. Cuthbert fue llamado por los Royals nuevamente el 1 de septiembre de 2015. Un día después, el 2 de septiembre, consiguió su primer jonrón en las Grandes Ligas ante Guido Knudson de los Detroit Tigers.
Finalizó la temporada 2015 con los Royals, formando parte del equipo campeón de la Serie Mundial 2015 ante los New York Mets pero no jugo y tampoco estaba en el roster activo .
Tras participar con los Royals en los entrenamientos de primavera previos a la temporada 2016, Cuthbert comenzó la temporada en las Ligas Menores, de nuevo con los Storm Chasers.